# Республика учёных

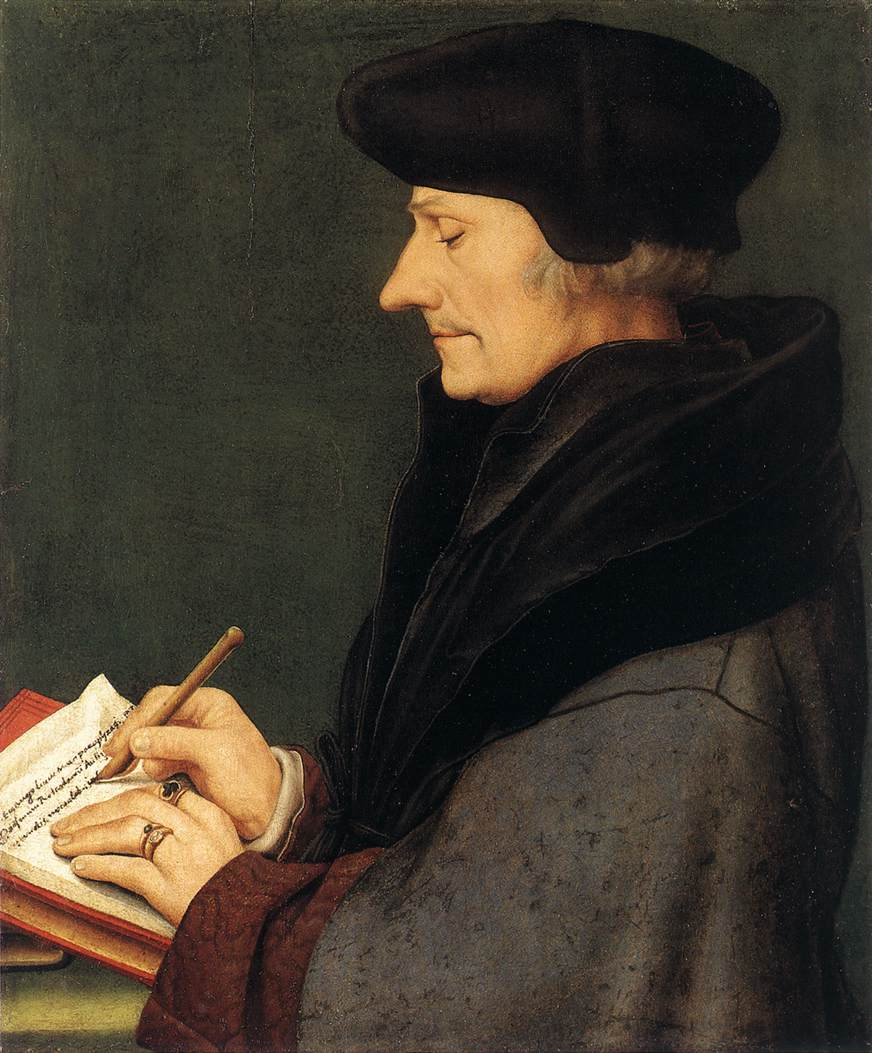
Ганс Гольбейн-младший. Портрет Эразма Роттердамского, пишущего письмо. 1523, Базельский художественный музей

Республика учёных (лат. Respublica literaria или фр. République des Lettres) — наднациональное объединение учёных, существовавшее в эпоху Ренессанса и Просвещения. Коммуникация осуществлялась преимущественно по переписке (как на интернациональной латыни, так и живых языках, преимущественно, — итальянском и французском), реже — лично во время путешествий. Расцвета институт достиг в XVII—XVIII веках, по мере оформления национальных академий наук и научной периодики и преобладания точных наук в университетской системе. Республика учёных послужила основой современного научного сообщества.
Исходное латинское выражение Respublica literaria может быть переведено и как «Республика учёных», и как «Республика наук». Впервые употребление термина зафиксировано в 1417 году в письме Франческо Барбаро, обращённом Поджо Браччолини. Французский термин ввёл во всеобщее обращение Пьер Бейль. Русское понятие «Республика учёных» является калькой с французского la république des lettres, и его дословный перевод не совпадает с современными словарными значениями. В свою очередь французское понятие восходило к латинскому, «республика» в этом сочетании отсылала к «Государству» Платона, управляемому философами.

## Возникновение и развитие
В Европе, начиная с эпохи Позднего Средневековья, возникли первые общества представителей интеллигентных профессий, явившиеся частью общеевропейской гильдейской традиции, и сочетавшие доставшиеся от Античности традиции латинского образования и вновь возникавшую новоевропейскую культуру. Первые литературные кружки возникли при окситанских дворах, а также в Геннегау, Пикардии и Фландрии с Нормандией. Старейшие гильдии писцов существовали в Аррасе (возможно, ранее 1194 года) и Валансьене (с 1229 года); с конца XIII века фиксируется литературное общество и в Лондоне. Лондонское купечество поддерживало теснейшие отношения именно с гильдиями Арраса, однако учёное сообщество прекратило существование здесь уже в первое десятилетие XIV века. Новые общества возникли в Тулузе (1323), Дуэ (1330), вероятно, Париже (середина XIII века), в Турне, Лилле и Амьене (между 1380 и 1390 годами). Только в XV веке эта традиция пошла по Нидерландам и Рейнским землям, а в Англии эти тенденции укоренились лишь к началу XVI столетия, однако сложившаяся в Лондонском Сити корпорация Судебных иннов была вполне сопоставима с базошами. Корпорации писцов и судейских получали привилегии на устройство театральных представлений и организовывали поэтические турниры. Городские коммуны XV—XVI веков также были заинтересованы в культурной деятельности. Всё перечисленное наложилось на появление в Испании и Италии городских академий — самодеятельных культурных ассоциаций, и получило сильнейший стимул к развитию после появления в Италии гуманизма и изобретения книгопечатания. Примечательно, что в начале XVI века практически одновременно началось формирование литературных обществ и академий по обе стороны Альп: первые академии в Сиене, Флоренции и Болонье оформились примерно на 30 лет позже, чем корпорации мейстерзингеров в германских землях.
Предпосылки создания Республики учёных были заложены во время Авиньонского пленения, когда переписка римской и авиньонской канцелярий стала регулярной. В 1384 году Жан де Монтрё впервые попросил у Колюччо Салютати рукописи и частные и официальные письма для использования в королевской канцелярии в качестве образцов латинского языка и стиля. Изобретение книгопечатания сделало возможным более широкое ознакомление европейских учёных с образцовыми латинскими и греческими классиками. Сильнейшее воздействие на формирование международных связей по переписке сыграли Платоновская академия во Флоренции и интеллектуальный кружок при Доме Альда в Венеции, а далее эту модель стал расширять Эразм Роттердамский, переписываясь из Базеля. Во Франции центром латинских штудий стал Наваррский коллеж.
На новый уровень Республику учёных вывел в начале XVII века Никола-Клод Фабри де Пейреск. По мнению П. Миллера, деятельность Пейреска может считаться «парадигматической». Миллер связывал происхождение Республики ещё с эпохой Позднего Средневековья и ставил Пейреска в один ряд с Эразмом и Юстом Липсием, имевшими практически необозримые связи по переписке. Говоря о месте Пейреска в этом сообществе, мыслитель Пьер Бейль в конце XVII века называл его «принцем» и «генеральным прокурором» Республики. Слава Пейреска была целиком основана на его переписке практически со всеми выдающимися интеллектуалами своего времени. Однако, в отличие от своих предшественников, помимо латыни Пейреск переписывался на живых языках, преимущественно — на французском и итальянском.

## Функционирование
«Республика учёных» была не только кругом интеллектуалов, знакомых по переписке, это была и коллективная лаборатория по выработке и проверке нового знания; это знание было неотделимо от повседневности и проводилось его носителями в жизнь. Организационными формами этого сообщества, по П. Миллеру, были итальянские академии XV—XVI веков, салоны и индивидуальные кабинеты учёных XVII века, и, наконец, научные и политические общества XVIII столетия. Общественная активность была приоритетной для членов сообществ, и основывалась на ряде ключевых текстов, которые переиздавались, комментировались и переводились. Пейреск застал начало «революции стиля» 1620-х годов в парижских салонах, которая привела к замыканию интеллектуалов в кругу педантов, так как тяжеловесная напыщенность и латинский язык были оттеснены на периферию светской жизни эпохи. После начала публикации «Опытов» Монтеня современники осознали угрозу печатного воспроизведения дружеских посланий: социально окрашенное выражение личных отношений оттеснялось на второй план изысканностью стиля и затейливостью оборотов. Главными интеллектуальными центрами Парижа эпохи Людовика XIII стали Кабинет Дюпюи и Отель Рамбуйе. В Кабинете Дюпюи (сугубо мужском консервативном сообществе) Пейреск состоял во время пребывания в Париже и после отъезда на малую родину в 1623 году остался членом-корреспондентом. Этому сообществу противостоял первый салон мадам де Рамбуйе, открывшийся после 1620 года. Его стиль, социальный состав и цели, по П. Миллеру, отлично иллюстрируются картиной Рубенса «Сад любви».
В среде гуманистов от времён Петрарки возобладала идея узкого круга друзей-единомышленников, основанного на стоическом идеале Сенеки. Основной формой коммуникации в этом сообществе было личное общение; но оно могло осуществляться и в кругу тех, кто в соответствующих сообществах не состояли. Естественно, что подобный идеал интеллектуального сообщества был возможен только в среде аристократии, о чём прямо писал Гассенди, описывая круг общения Пейреска. Друг Пейреска — итальянский антиквар Джироламо Алеандро, рассуждал «о методах, посредством которых придворные мудрецы и книжники смогут утвердить себя и не поддаться соблазнам двора». Поэтому в среде Республики учёных распространился неостоицизм, поскольку стоический самоконтроль и самопознание представлялись лучшей школой социализации. Модель такого рода на практике разработал Юст Липсий.

## Эволюция Республики учёных
В XVI веке естественнонаучное направление в деятельности гуманистов было представлено крайне слабо и занимало маргинальное положение. Только благодаря деятельности Пейреска и братьев Дюпюи научная революция XVII века в социальном и концептуальном выражении смогли получить сопоставимый с гуманитариями статус. Около 1630 года была основана Академия Мерсенна — одно из первых сообществ, принципиально нацеленных на естественнонаучную сферу. Однако примерно до 1700 года научная активность была характерна и для светских салонов. Тем не менее к середине XVII века организационная форма неофициальных кружков перестала удовлетворять научное сообщество, отчасти, это было связано и с тем, что основные структурообразующие связи — личные — из-за карьерных или концептуальных конфликтов парализовывали деятельность этих сообществ. В 1666 году была основана Парижская академия наук и параллельно с ней — Королевское общество в Лондоне. В 1680—1690-х годах произошли радикальные перемены, связанные как с резко неблагоприятной политической конъюнктурой, так и фиаско утилитарной модели развития науки, которую декларировали творцы научной революции. На этот же период пришлась смена поколений интеллектуальной и социальной элиты европейского общества и произошло расхождение этих слоёв. Академия в этих условиях окончательно превращается в государственного арбитра научной и технической деятельности, что было закреплено королевским патронатом 1699 года.
До конца XVII века единственными каналами научной коммуникации и репрезентации были университетские диспуты и книгопечатная продукция. Ч. Бэйзмен отмечал, что эти институты в силу ряда причин имели тенденцию замыкаться на самих себе и были неадекватны реальной научной практике. Адекватный путь реализовывался через научную корреспонденцию, возникающие периодические издания и неформальные научные объединения — кабинеты, кружки и салоны. После кончины Пейреска самую большую научную корреспонденцию в Европе осуществлял М. Мерсенн.